# Eddie Quillan
Eddie Quillan, nato Edward Quillan (Filadelfia, 31 marzo 1907 – Burbank, 19 luglio 1990), è stato un attore statunitense che iniziò a lavorare nel cinema all'epoca del muto. Tra cinema e televisione, prese parte nella sua carriera a più di duecento film.
Nato a Filadelfia in una famiglia di attori di vaudeville, Quillan fece il suo debutto sul palcoscenico a sette anni recitando a fianco dei genitori, Joseph e Sara, e ai suoi fratelli. All'inizio degli anni venti, fu chiamato per un provino da Mack Sennett che, nel 1922, lo mise sotto contratto per i Mack Sennett Studios.

## Filmografia

### 1926
- A Love Sundae, regia di Edward F. Cline (1926)
- The Ghost of Folly, regia di Edward F. Cline (1926)
- Puppy Lovetime, regia di Edward F. Cline (1926)
- Alice Be Good, regia di Edward F. Cline (1926)
- Her Actor Friend, regia di Edward F. Cline (1926)
- The Perils of Petersboro, regia di Earle Rodney (1926)
- Should Husbands Marry?, regia di Eddie Cline (1926)
- Hesitating Horses, regia di Edward F. Cline (1926)
- Kitty from Killarney, regia di Edward F. Cline (1926)

### 1927
- Pass the Dumplings, regia di Larry Semon (1927)
- The Plumber's Daughter, regia di Larry Semon (1927)
- Catalina, Here I Come, regia di Earle Rodney (1927)
- The College Kiddo, regia di Earle Rodney (1927)
- The Golf Nut, regia di Stephen Roberts (1927)
- For Sale, a Bungalow, regia di Earle Rodney (1927)
- Ain't Nature Grand, regia di Stephen Roberts (1927)
- The Bull Fighter, regia di Edward F. Cline (1927)
- Red Hot Bullets, regia di Stephen Roberts (1927)
- Love in a Police Station, regia di Earle Rodney (1927)

### 1928
- A Little Bit of Everything (1928)
- Show Folks, regia di Paul L. Stein (1928)

### 1929
- Lasciate fare a me (Geraldine), regia di Melville W. Brown (1929)
- Vicini rumorosi (Noisy Neighbors), regia di Charles Reisner (1929)
- Donna pagana (The Godless Girl), regia di Cecil B. DeMille (1929)
- The Sophomore, regia di Leo McCarey (1929)

### 1930
- Il benemerito spiantato (Night Work), regia di Russell Mack (1930)
- L'ultimo poker (Big Money), regia di Russell Mack (1930)

### 1931
- Stout Hearts and Willing Hands, regia di Bryan Foy (1931)
- Onore di fantino (Sweepstakes), regia di Albert S. Rogell (1931)
- The Tip-Off, regia di Albert S. Rogell (1931)
- The Big Shot, regia di Ralph Murphy (1931)

### 1932
- Girl Crazy, regia di William A. Seiter (1932)

### 1933
- Strictly Personal, regia di Ralph Murphy (1933)
- Broadway to Hollywood, regia di Willard Mack (1933)
- Meet the Baron, regia di Walter Lang (1933)

### 1934
- La grande festa (Hollywood Party), regia di Richard Boleslawski e Allan Dwan (1934)
- Gridiron Flash, regia di Glenn Tryon (1934)

### 1935
- La tragedia del Bounty (Mutiny on the Bounty), regia di Frank Lloyd (1935)

### 1936
- Il fantino della Louisiana (The Gentleman from Louisiana), regia di Irving Pichel (1936)
- The Mandarin Mystery, regia di Ralph Staub (1936)

### 1937
- London by Night, regia di William Thiele (1937)
- La grande città (Big City), regia di Frank Borzage (1937)

### 1938
- Swing, Sister, Swing, regia di Joseph Santley (1938)

### 1939
- Ritorna l'amore (Made for Each Other), regia di John Cromwell (1939)
- The Family Next Door, regia di Joseph Santley (1939)
- The Flying Irishman, regia di Leigh Jason (1939)
- Alba di gloria (Young Mr. Lincoln), regia di John Ford (1939)
- Hawaiian Nights, regia di Albert S. Rogell (1939)
- Il primo ribelle (Allegheny Uprising), regia di William A. Seiter (1939)

### 1940
- Furore (The Grapes of Wrath), regia di John Ford (1940)
- La Conga Nights, regia di Lew Landers (1940)
- Margie, regia di Otis Garrett, Paul Girard Smith (1940)
- Dancing on a Dime, regia di Joseph Santley (1940)
- Dark Streets of Cairo, regia di László Kardos (1940)

### 1941
- Where Did You Get That Girl?, regia di Arthur Lubin (1941)
- Six Lessons from Madame La Zonga, regia di John Rawlins (1941)
- L'ammaliatrice (The Flame of New Orleans), regia di René Clair (1941)
- Too Many Blondes, regia di Thornton Freeland (1941)
- Flying Blind, regia di Frank McDonald (1941)

### 1942
- Kid Glove Killer, regia di Fred Zinnemann (1942)
- Priorities on Parade, regia di Albert S. Rogell (1942)

### 1943
- It Ain't Hay, regia di Erle C. Kenton (1943)
- Follow the Band, regia di Jean Yarbrough (1943)
- Alaska Highway, regia di Frank McDonald (1943)
- Melody Parade, regia di Arthur Dreifuss (1943)
- Here Comes Kelly, regia di William Beaudine (1943)
- Hi'ya, Sailor, regia di Jean Yarbrough (1943)

### 1944
- L'impostore (The Impostor), regia di Julien Duvivier (1944)
- Hi, Good Lookin'!, regia di Edward C. Lilley (1944)
- Slightly Terrific, regia di Edward F. Cline (1944)
- This Is the Life, regia di Felix E. Feist (1944)
- Twilight on the Prairie, regia di Jean Yarbrough (1944)
- Dixie Jamboree, regia di Christy Cabanne (1944)
- Dark Mountain, regia di William Berke (1944)
- Moonlight and Cactus, regia di Edward F. Cline (1944)
- Mystery of the River Boat, regia di Lewis D. Collins, Ray Taylor (1944)

### 1945
- Jungle Queen, regia di Lewis D. Collins, Ray Taylor (1945)
- Song of the Sarong, regia di Harold Young (1945)
- I predoni della jungla (Jungle Raiders), regia di Lesley Selander (1945)
- Sensation Hunters, regia di Christy Cabanne (1945)

### 1946
- A Guy Could Change, regia di William K. Howard (1946)

### 1948
- A-Hunting They Did Go, regia di Jules White (1948)
- Crabbin' in the Cabin, regia di Jules White (1948)
- Parlor, Bedroom and Wrath, regia di Jules White (1948)

### 1949
- Let Down Your Aerial, regia di Edward Bernds (1949)

### 1950
- Sideshow, regia di Jean Yarbrough (1950)
- House About It, regia di Jules White (1950)

### 1951
- He Flew the Shrew, regia di Jules White (1951)
- Fun on the Run, regia di Jules White (1951)

### 1952
- A Fool and His Honey, regia di Jules White (1952)
- Heebie Gee-Gees, regia di Edward Bernds (1952)
- Strop, Look and Listen, regia di Jules White (1952)